# Amazing China
Amazing China (tiếng Trung: 厉害了, 我的国; Hán-Việt: Lại hại liễu, ngã đích quốc; n.đ.: Lợi hại thay, nước ta) là một bộ phim tài liệu tuyên truyền của Trung Quốc vào năm 2018 mô tả những tiến bộ của nước này về khoa học, công nghệ và công nghiệp cũng như việc xóa đói giảm nghèo trong nhiệm kỳ của Tập Cận Bình với tư cách Tổng Bí thư Đảng Cộng sản Trung Quốc (lãnh tụ tối cao của Trung Quốc). Theo CCTV, đây là bộ phim tài liệu có doanh thu cao nhất lịch sử Trung Quốc.

## Tên gọi
Tựa đề tiếng Trung của bộ phim là "厉害了, 我的国" (bính âm: lìhaile, wǒde guó, được dịch hiểu là "Tuyệt vời, nước ta") và bắt nguồn từ một cụm từ tiếng lóng trên mạng xã hội "厉害了，我的哥", được hiểu là "Tuyệt vời, người anh em"; cụm từ này thường được sử dụng bởi một số tài khoản mạng xã hội của các tổ chức nhà nước như Đoàn Thanh niên Cộng sản Trung Quốc.

## Nội dung
Nội dung của bộ phim được dựa trên bộ phim tài liệu truyền hình dài 6 tập có cùng tên được phát hành vào năm 2017 (tựa tiếng Trung: 辉煌中国), bao gồm việc xây dựng dự án Đường sắt cao tốc Trung Quốc, Cầu Hồng Kông – Chu Hải – Ma Cao và Kính viễn vọng hình cầu khẩu độ 500 mét.
Huajian Group, một công ty sản xuất giày của Trung Quốc thuê hàng nghìn nhân công tại Ethiopia, được mô tả như một hình mẫu "giới thiệu kinh nghiệm thịnh vượng của Trung Quốc đến với châu Phi". Tuy nhiên, theo báo cáo của Associated Press các công nhân người Ethiopia tại công ty này thường phàn nàn về mức lương thấp, thiếu thiết bị an toàn, cưỡng bức lao động và không được phép thành lập công đoàn.
Bộ phim tài liệu khép lại với một ca khúc nhạc pop do ca sĩ Tôn Nam thực hiện.

## Sản xuất
Bộ phim do Đài Truyền hình Trung ương Trung Quốc cùng China Film Co., Ltd – đều là doanh nghiệp nhà nước, đồng sản xuất và do Vệ Thiết làm đạo diễn.

## Phát hành
Bộ phim đã được phát hành tại Trung Quốc đại lục vào ngày 2 tháng 3 năm 2018 và được phân phối bởi Alibaba Pictures. Theo South China Morning Post, một số công ty nhà nước và các tổ chức trực thuộc chính phủ đã yêu cầu nhân viên của mình xem phim. Vào ngày 19 tháng 4 năm 2018, Bộ Tuyên truyền Trung ương Đảng Cộng sản Trung Quốc đã đề nghị các trang web và rạp chiếu phim tại Trung Quốc ngừng phát hành bộ phim. Tuy nhiên, lý do do việc dừng phát hành vẫn chưa được công bố. Nhiều người đã cho rằng việc tạm dừng khởi chiếu có thể do liên quan đến lệnh cấm xuất khẩu của Bộ Thương mại Hoa Kỳ đối với ZTE. Bộ phim sau đó cũng đã được khởi chiếu tại rạp ở Ma Cao từ ngày 9 đến ngày 14 tháng 5 năm 2018.

## Phản ứng
Douban, trang đánh giá phim hàng đầu ở Trung Quốc đã vô hiệu hóa chức năng bình luận và xếp hạng trên trang của bộ phim, thay vào đó đã hiển thị "xếp hạng truyền thông" với 8,5/10 điểm cùng các bài phê bình do truyền thông nhà nước như Tân Hoa Xã và Nhân Dân nhật báo viết. Vào năm 2018, chính phủ Trung Quốc được cho đã yêu cầu chi nhánh Trung Quốc của tập đoàn Amazon xóa bộ phim khỏi Internet Movie Database vì những đánh giá không tốt. Ngay sau khi có yêu cầu, nhiều đánh giá tiêu cực dành cho bộ phim đã biến mất. Tuy nhiên, phía Amazon đã lên tiếng rằng việc xóa là do tuân thủ theo các quy định. Theo CNA, chính phủ nước này thậm chí còn đã vận động cấm đánh giá tiêu cực về bộ phim và huy động người dân đi xem.
Trên phương diện quốc tế, bộ phim được xem là công cụ tuyên truyền và nỗ lực của Đảng Cộng sản Trung Quốc nhằm tăng cường quyền lực mềm của mình. Bộ phim cũng được một số nhà quan sát xem là một bước đi cho việc sùng bái cá nhân Tập Cận Bình. Trong khi Amazing China thể hiện mức độ tinh vi mới trong chiến dịch tuyên truyền của nhà nước, cùng với những biểu hiện tự ca ngợi về sự phát triển của Trung Quốc càng làm thấy được sự lo lắng về "tính hợp pháp liên tục của Đảng Cộng sản Trung Quốc".